# پروومایسکویه (خاسافیورت)
پروومایسکویه (به لاتین: Pervomayskoye) یک منطقهٔ مسکونی در روسیه است که در خاساویورت واقع شده‌است.